# Welcome to Sweden
Welcome to Sweden är en TV-serie, producerad av Jarowskij, som har sänts på svenska Kanal 5 med start fredagen den 9 mars 2007, kl 21:55.
I serien får man följa skådespelarna Richard Kiel, känd som Hajen i James Bond-filmerna Älskade spion och Moonraker, och Verne Troyer, känd som Mini-Me i Austin Powers: The Spy Who Shagged Me och Austin Powers in Goldmember. De åker till Sverige för att få uppleva svenska  tillsammans med reseguiden Micaela Moreno, de fick bland annat fira midsommar, åka studentflak, gå i första maj demonstration. För dem, ett något annorlunda levnadssätt.

## Gästskådespelare
Avsnitt 1: 
Avsnitt 2:

Avsnitt 3:
- Jonas Karlsson

Avsnitt 4:
- Madeleine Martin
- Sten Elfström
- Filip Berg